# Dave Murray (narciarz)
David „Dave” Murray (ur. 5 września 1953 w Montrealu, zm. 23 października 1990 w Vancouver) – kanadyjski narciarz alpejski.

## Kariera
W zawodach Pucharu Świata Dave Murray zadebiutował 1 lutego 1975 roku w Megève, zajmując szóste miejsce w kombinacji alpejskiej. Tym samym już w swoim debiucie wywalczył pierwsze pucharowe punkty. Pierwszy raz na podium zawodów tego cyklu stanął nieco ponad trzy lata później, 11 lutego 1978 roku w Les Houches, zajmując drugie miejsce w zjeździe. Rozdzielił tam na podium swego rodaka Kena Reada oraz Michaela Veitha z RFN. W kolejnych latach jeszcze dwukrotnie plasował się w najlepszej trójce w tej samej konkurencji: 10 grudnia 1978 roku w Schladming ponownie był drugi, a 3 marca 1979 roku w Lake Placid zajął trzecie miejsce. Najlepsze wyniki osiągnął w sezonie 1977/1978, kiedy zajął 28. miejsce w klasyfikacji generalnej. Był też między innymi dziesiąty w klasyfikacji zjazdu w sezonie 1978/1979.
W 1974 roku wystartował na mistrzostwach świata w Sankt Moritz, zajmując ósme miejsce w zjeździe. Na rozgrywanych dwa lata później igrzyskach olimpijskich w Innsbrucku w tej samej konkurencji był osiemnasty, a rywalizacji w gigancie i slalomie nie ukończył. W swojej koronnej konkurencji był też dziesiąty na igrzyskach olimpijskich w Lake Placid w 1980 roku i jedenasty podczas mistrzostw świata w Schladming w 1982 roku. Kilkukrotnie zdobywał medale mistrzostw kraju, w tym złoty w kombinacji w 1979 roku. W 1982 roku zakończył karierę. Zmarł na raka w 1990 roku, w wieku 37 lat.
Jego żona, Stéphanie Sloan, a także ich córka – Julia Murray uprawiały narciarstwo dowolne.

## Osiągnięcia

### Igrzyska olimpijskie
| Miejsce | Dzień     | Rok  | Miejscowość | Konkurencja | Czas biegu  | Strata  | Zwycięzca      |
| ------- | --------- | ---- | ----------- | ----------- | ----------- | ------- | -------------- |
| 18.     | 5 lutego  | 1976 | Innsbruck   | Zjazd       | 1:45,73 min | +2,70 s | Franz Klammer  |
| DNF     | 10 lutego | 1976 | Innsbruck   | Gigant      | 3:26,97 min | -       | Heini Hemmi    |
| DNF     | 14 lutego | 1976 | Innsbruck   | Slalom      | 2:03,29 min | -       | Piero Gros     |
| 10.     | 14 lutego | 1980 | Lake Placid | Zjazd       | 1:45,50 min | +2,45 s | Leonhard Stock |

### Mistrzostwa świata
| Miejsce | Dzień     | Rok  | Miejscowość  | Konkurencja | Czas biegu  | Strata  | Zwycięzca       |
| ------- | --------- | ---- | ------------ | ----------- | ----------- | ------- | --------------- |
| 8.      | 9 lutego  | 1974 | Sankt Moritz | Zjazd       | 1:56,98 min | +1,62 s | David Zwilling  |
| 18.     | 5 lutego  | 1976 | Innsbruck    | Zjazd       | 1:45,73 min | +2,70 s | Franz Klammer   |
| DNF     | 10 lutego | 1976 | Innsbruck    | Gigant      | 3:26,97 min | -       | Heini Hemmi     |
| DNF     | 14 lutego | 1976 | Innsbruck    | Slalom      | 2:03,29 min | -       | Piero Gros      |
| 10.     | 14 lutego | 1980 | Lake Placid  | Zjazd       | 1:45,50 min | +2,45 s | Leonhard Stock  |
| 9.      | 6 lutego  | 1982 | Schladming   | Zjazd       | 1:55,10 min | +1,68 s | Harti Weirather |

### Puchar Świata

#### Miejsca w klasyfikacji generalnej
- sezon 1974/1975: 45.
- sezon 1975/1976: 32.
- sezon 1975/1976: 51.
- sezon 1977/1978: 28.
- sezon 1978/1979: 36.
- sezon 1979/1980: 63.
- sezon 1980/1981: 53.
- sezon 1981/1982: 87.

#### Miejsca na podium
1. Les Houches – 11 lutego 1978 (zjazd) – 2. miejsce
2. Schladming – 10 grudnia 1978 (zjazd) – 2. miejsce
3. Lake Placid – 3 marca 1979 (zjazd) – 3. miejsce